# 4th of July (chupito)
El 4th of July o Fourth of July (/fɔrθ.əv.dʒʊˈlaɪ/ «cuatro de julio», en honor al Día de la Independencia de los Estados Unidos), o también, Patriot shot («chupito patriótico») es un chupito por capas que consiste en una parte de vodka, una parte de Curaçao azul y una parte de granadina. Con la ayuda de una cucharilla o cuchara de bar, se vierten lentamente los ingredientes en un vaso caballito, en el orden inverso al mencionado: primero la granadina porque es el líquido más denso, y finalmente el vodka, porque el alcohol tiene una menor densidad relativa.
Si se realiza correctamente, se podrán observar tres colores bien separados: blanco, azul y rojo, los colores de la bandera de los Estados Unidos. Por ello es muy típico en este país servirlo durante las celebraciones que se dan en su día nacional. Se desconoce el origen exacto de este cóctel.